# Nesticus potterius
Nesticus potterius là một loài nhện trong họ Nesticidae.
Loài này thuộc chi Nesticus. Nesticus potterius được Ralph Vary Chamberlin miêu tả năm 1933.